# Morte e funeral de Estado de Liliuokalani

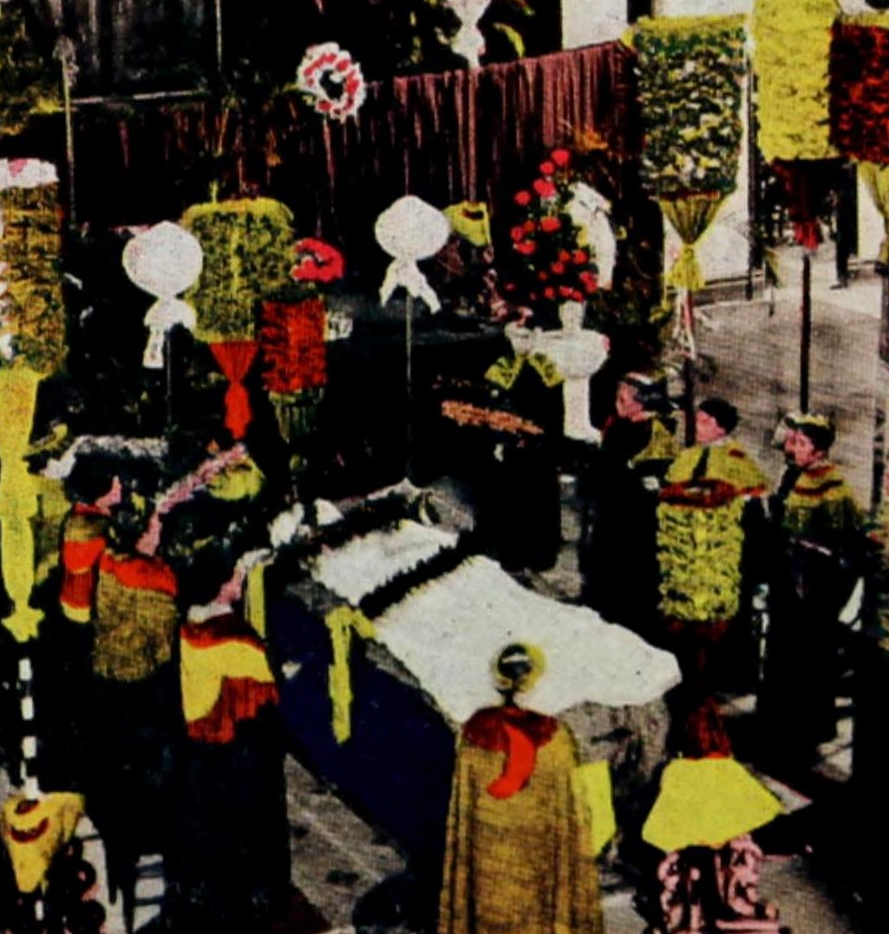
Liliuokalani jazendo em câmara ardente na Igreja de Kawaiaha'o, sem caixão, coberta apenas com uma mortalha cor de marfim.

Liliuokalani, a última monarca do Havaí, morreu em 11 de novembro de 1917. O estandarte real (bandeira) foi içado sobre sua casa em Washington Place para sinalizar ao público que ela havia falecido. Sob guarda militar, seu corpo foi movido à meia-noite para embalsamamento. Após o luto havaiano tradicional de cânticos e lamentações, o público foi autorizado a ver seu corpo coberto apenas por uma mortalha. Seu funeral de Estado foi realizado na sala do trono do Palácio 'Iolani, em 18 de novembro de 1917, seguido por sua procissão fúnebre para o Mausoléu Real de Mauna ʻAla. Estima-se que 1.500 adultos e crianças estavam na procissão fúnebre.

## Morte
Ela morreu em sua residência Washington Place, às 8h30 da manhã de 11 de novembro de 1917, aos setenta e nove anos. De acordo com sua dama de companhia Lahilahi Webb, a rainha estava com a saúde rapidamente debilitada e capacidade mental diminuída durante as semanas imediatamente anteriores à sua morte. Além de Webb, aqueles que estavam com ela no final foram seu médico William Cotton Hobdy, o príncipe Jonah Kūhiō Kalanianaʻole e sua esposa Elizabeth Kahanu Kalanianaʻole. Seu secretário particular e administrador de sua escritura de confiança, Curtis P. Iaukea, imediatamente levantou seu estandarte real (bandeira) sobre Washington Place para sinalizar sua morte. A esposa de Iaukea, Charlotte Kahaloipua Hanks, e dois idosos servos reais Wakeke Ululani Heleluhe e Onaʻala, também estavam presentes na morte da rainha.
Imediatamente após a declaração do médico de que a vida havia acabado, o Rev. Leopold Kroll da congregação havaiana da Catedral de Santo André e o Rev. Henry H. Parker, pastor da igreja de Kawaihao, foram notificados, e os sinos começaram seu triste toque — eles tocaram 79 vezes, informando a toda Honolulu que a Rainha Lilliuolakani, de 79 anos, estava morta.— Honolulu Star-Bulletin 

## Funeral de Estado
Iaukea estava encarregado de fazer os arranjos do funeral, mas o governador territorial Lucius E. Pinkham concedeu a ela a honra de um funeral de estado e assumiu o comando. De acordo com a tradição havaiana, acreditava-se que o nascimento e a morte de um aliʻi seriam anunciados por um fenômeno natural. Cardumes do peixe vermelho āweoweo, tradicionalmente associado à morte de um membro da família real havaiana, foram vistos na costa de Oahu meses antes da morte de Liliuokalani.
Após o içamento do estandarte real, a realeza havaiana e não realeza chegaram para prestar suas homenagens. A Guarda Nacional Havaiana sob o comando do brigadeiro-general Samuel Johnson estava posicionada nos portões. De acordo com a tradição nativa havaiana que ditava que o corpo de um membro da realeza falecido só poderia ser movido após o anoitecer, o corpo de Liliuokalani foi transferido sob guarda militar à meia-noite de segunda-feira ao longo de ruas iluminadas por tochas para a Igreja de Kawaiahaʻo para embalsamamento. Na terça-feira, seu corpo ficou em câmara ardente por 12 horas sem caixão, coberto apenas por uma mortalha de seda, para o luto havaiano tradicional de cânticos e lamentações. Depois, o corpo foi colocado dentro do caixão para exibição até as 18h de sábado. Ela recebeu um funeral de Estado na sala do trono do Palácio 'Iolani, em 18 de novembro de 1917.
Enquanto seu catafalco era movido do palácio pela Avenida Nuuanu com cordas de 1.200 pés (370 m) puxadas por 204 estivadores, para sepultamento com seus familiares na Cripta Kalākaua do Mausoléu Real de Mauna ʻAla, o compositor Charles E. King liderou um coro de jovens em "Aloha ʻOe". A canção foi escolhida pelos participantes da procissão e pelas multidões de pessoas ao longo da rota. Filmes foram tirados do cortejo fúnebre e posteriormente armazenados em ʻĀinahau, a antiga residência de sua irmã e sobrinha. Um incêndio em 1º de agosto de 1921 destruiu a casa e todo o seu conteúdo, incluindo as filmagens do funeral da rainha.
Por uma semana, o caixão foi colocado em um esquife na cripta subterrânea de Kalākaua, onde Webb, Wakeke e sua filha Myra Heleluhe ficaram de vigília sobre os restos mortais. Em 26 de novembro, após uma cerimônia oficiada por muitos dos participantes do funeral anterior, o caixão foi selado em um nicho adjacente ao que continha seu marido John Owen Dominis.
W. F. Aldrich criou um filme do funeral de Estado.
Como o funeral de Estado ocorreu durante o recesso da legislatura territorial, Kūhiō, Iaukea, William Owen Smith e cinco outros empresários e políticos pediram dinheiro emprestado ao Banco do Havaí para cobrir as despesas. O funeral de Estado custou ao governo territorial um total de US$8 500 (cerca de $202 100 em 2025).

## Ordem da procissão
Embora as contagens exatas variem na cobertura jornalística, estimou-se que milhares de adultos e crianças marcharam no cortejo fúnebre. A ordem da procissão também variou ligeiramente em diferentes fontes.
- Polícia Montada e a Pé
- Grande Marechal e Ajudantes
- Capitão Henri Berger e a Banda Real Havaiana
- Cadetes da Escola Kamehameha (120 cadetes)

30 garotos e os oficiais da escola
- Escoteiros da Tropa Própria da Rainha
- Banda do St. Louis College
- Sociedades Havaianas (mais de 1500 pessoas neste grupo) [12]

Ahahui Kaahumanu – (30 membros) em holoku preto e colares de penas amarelas; incluiu Lahihi Webb, Lydia Aholo
Ahahui Poola
Antiga Ordem dos Silvicultores
Corte Lunalilo (mais de 200)
Filhas dos Guerreiros
Capítulo Havaiano nº 1, Ordem de Kamehameha – (35 membros)  – o catafalco seguiu imediatamente este grupo
Hui Kokua Hookuonoono o na Wahini Oiwi Hawaii  colares brancos e amarelos (quase 100 combinados com masculinos)
Hui Kokua Hookuonoono o na Kanaka Oiwi Hawaii uniformes e bonés brancos (cerca de 50 homens)
Hui Kokua Ame (50 membros) camisas vermelhas
Hui Mamona
Kahale o na Alii "Casa dos Reis" (12 mulheres)
Kalama Lodge (35 membros)
Associação de ex-alunos de Kamehameha (25 meninas) 
Koahelelani, 7 mulheres, colares roxos e amarelos reais 
Delegação de Laie da L. D. S. Hui Manawela o na Wahini (cerca de 100) 
Seção infantil da L. D. S.
Meninas da St. Andrew's Priory School (78 jovens mulheres)
Ex-alunas de St. Louis
- Segunda Banda de Infantaria dos EUA
- 1º Esquadrão da Quarta Cavalaria dos EUA de Schofield Barracks (250 soldados)
- Batalhão, Primeira Artilharia de Campanha dos EUA (90 homens para cada bateria)

Bateria D fez a saudação de 21 tiros, cada tiro disparado com 1 minuto de intervalo
Baterias E e F marcharam na procissão
- Segunda Infantaria dos EUA
- Destacamento de Fuzileiros Navais dos EUA
- Destacamento da Marinha dos EUA
- Banda de Artilharia Costeira
- Destacamento H. I. J. M. Tokiwa (138 marinheiros)
- Batalhão Provisório da Guarda Nacional (412 homens)

Companhias A, B, C e D, 103 homens em cada companhia
- Médico da falecida rainha, William Cotton Hobdy
- Servidores da falecida rainha
- Meninos do coro da Catedral de St. Andrews
- Clero
- Carregadores do caixão honorários[15]

Governador Pinkham, Senador dos EUA Miles Poindexter de Washington, Representante dos EUA James C. McLaughlin de Michigan, Charles F. Chillingworth, presidente do senado territorial, Henry Lincoln Holstein, presidente da câmara. Chefe de Justiça A. G. M. Robertson. William Owen Smith. Curtis P. Iaukea, E. Faxon Bishop, Brigadeiro-General John P. Wisser, Exército dos EUA, Capitão George R. Clark, Marinha dos EUA, Brigadeiro-General Samuel I. Johnson, NGH.
- Poolas puxando o Catafalco (204 estivadores)[17]
- Portadores das Condecorações Havaianas
- Portador das Condecorações Imperiais Japonesas
- Catafalco, Kāhili e Carregadores de caixão

Frederick William Beckley Jesse P. Makainai, David Hoapil, Albert K. Hoapili, David Maikai, William Simerson, G. K. Kealohapauole, Frederick Hank Iaukea, James Harbottle Boyd, Henry Franz Bertelmann, A. U. Alohikea, Thomas Pualiʻi Cummins, Edwin Kea, A. K. Nahaolelua, Henry Pitman Beckley
- Príncipe Kalanianaʻole e Princesa Kalanianaʻole
- Carruagem da Princesa Kawananakoa, representando o Príncipe Kalakaua, Princesa Kapiolani e Liliuokalani
- Governador e Auxiliares
- Comandante Oficial, Departamento Havaiano e Auxiliares
- Comandante da Estação Naval de Pearl Harbor e Auxiliares
- Adjunto Geral Território do Havaí e Auxiliares
- O Partido do Congresso
- Secretário do Território do Havaí
- Equipe do Governador
- Equipe do Comandante do Departamento
- Equipe da Estação Naval Comandante
- Chefe de Justiça
- Presidente do Senado Havaiano
- Presidente da Câmara dos Representantes
- Juízes da Suprema Corte
- Chefes de Departamentos Territoriais
- Oficiais do Exército e da Marinha dos EUA
- Oficiais Federais
- Membros do Senado Havaiano
- Membros da Câmara dos Representantes
- Membros do Corpo Consular
- Juízes do Circuito
- Oficiais do Condado
- Conselho de Supervisores
- Várias Sociedades, não havaianas
- Cadetes de Punahou
- Cadetes da Academia Militar de Honolulu
- Escolas

## Galeria

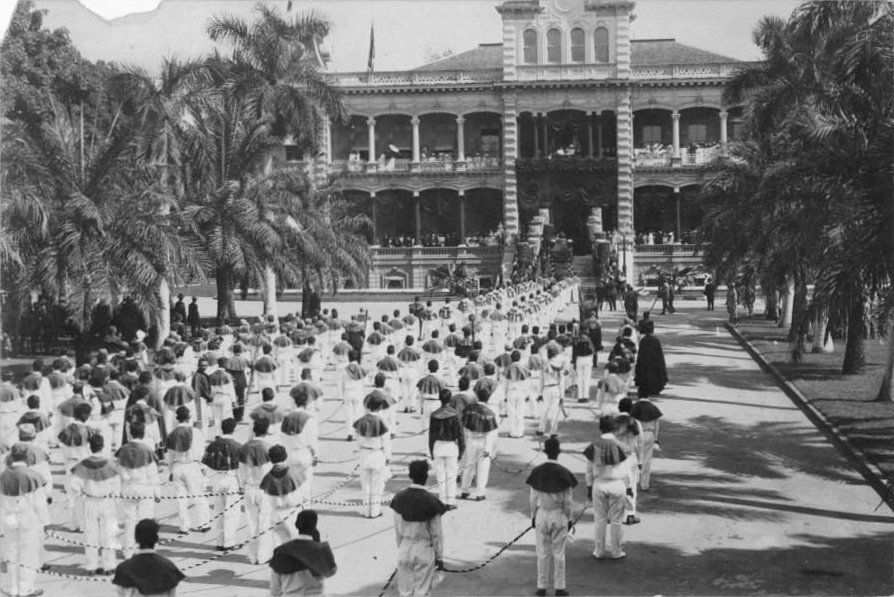
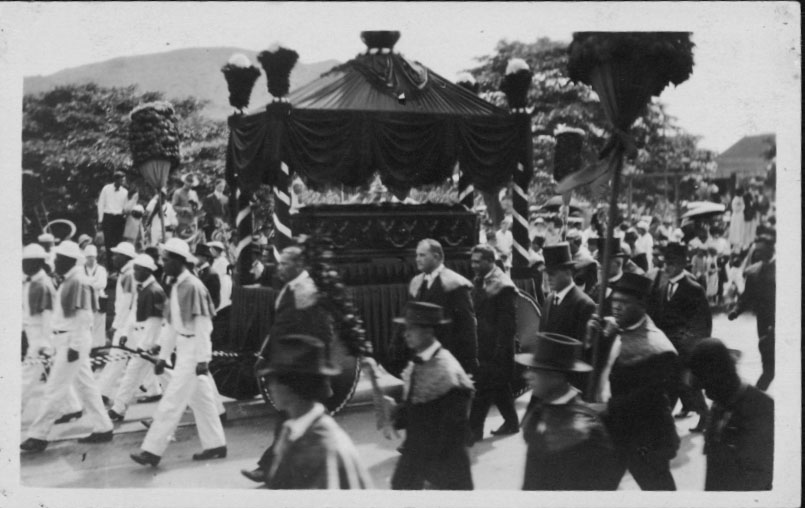
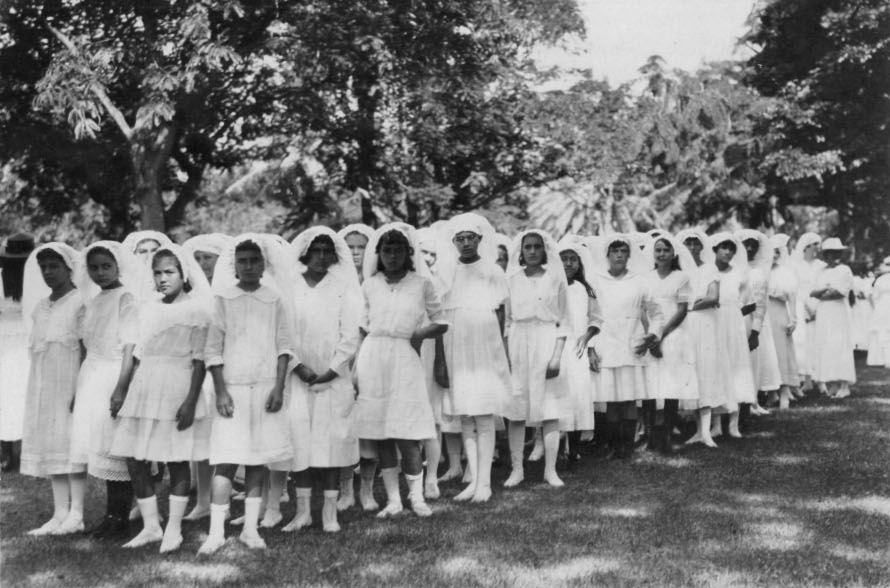
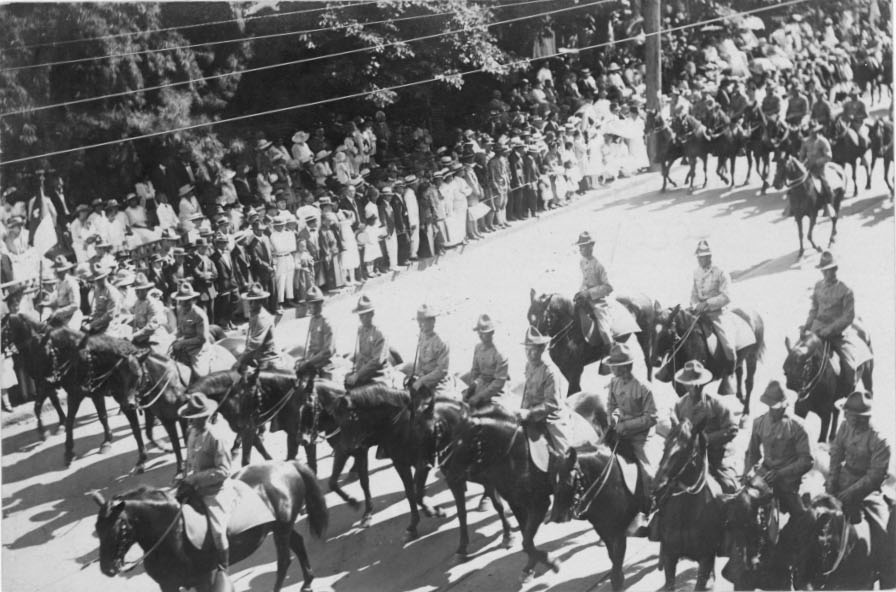

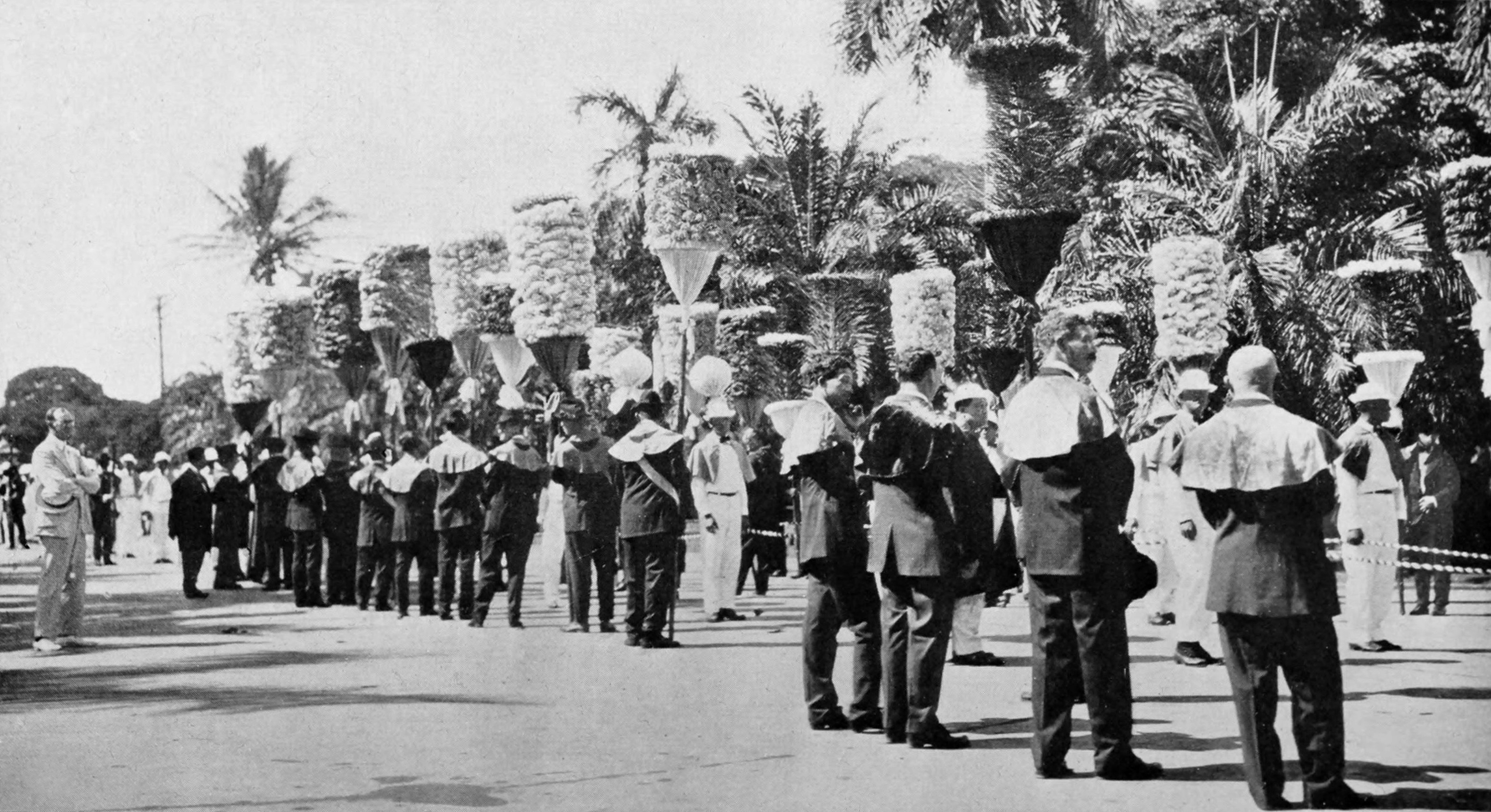
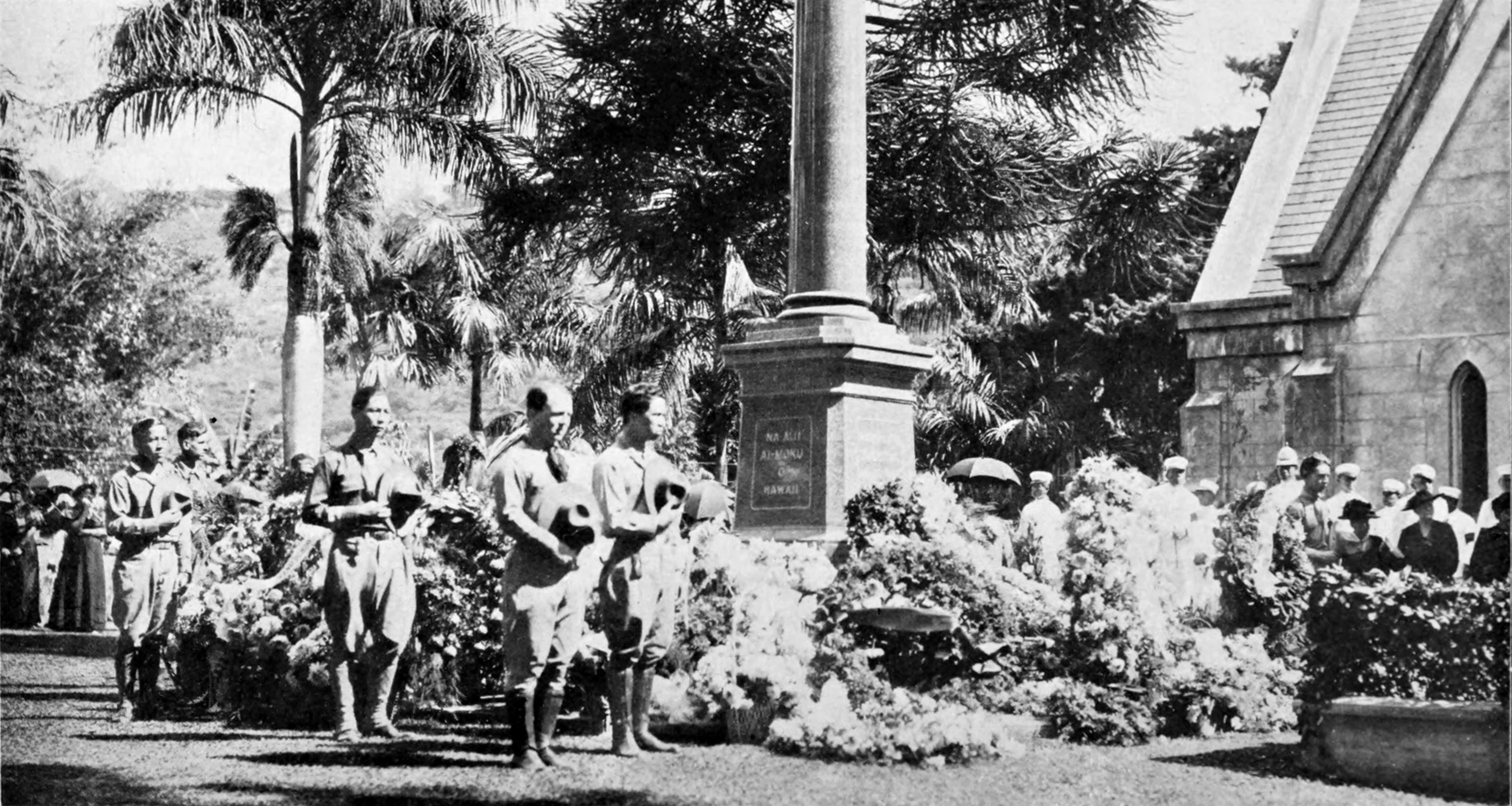
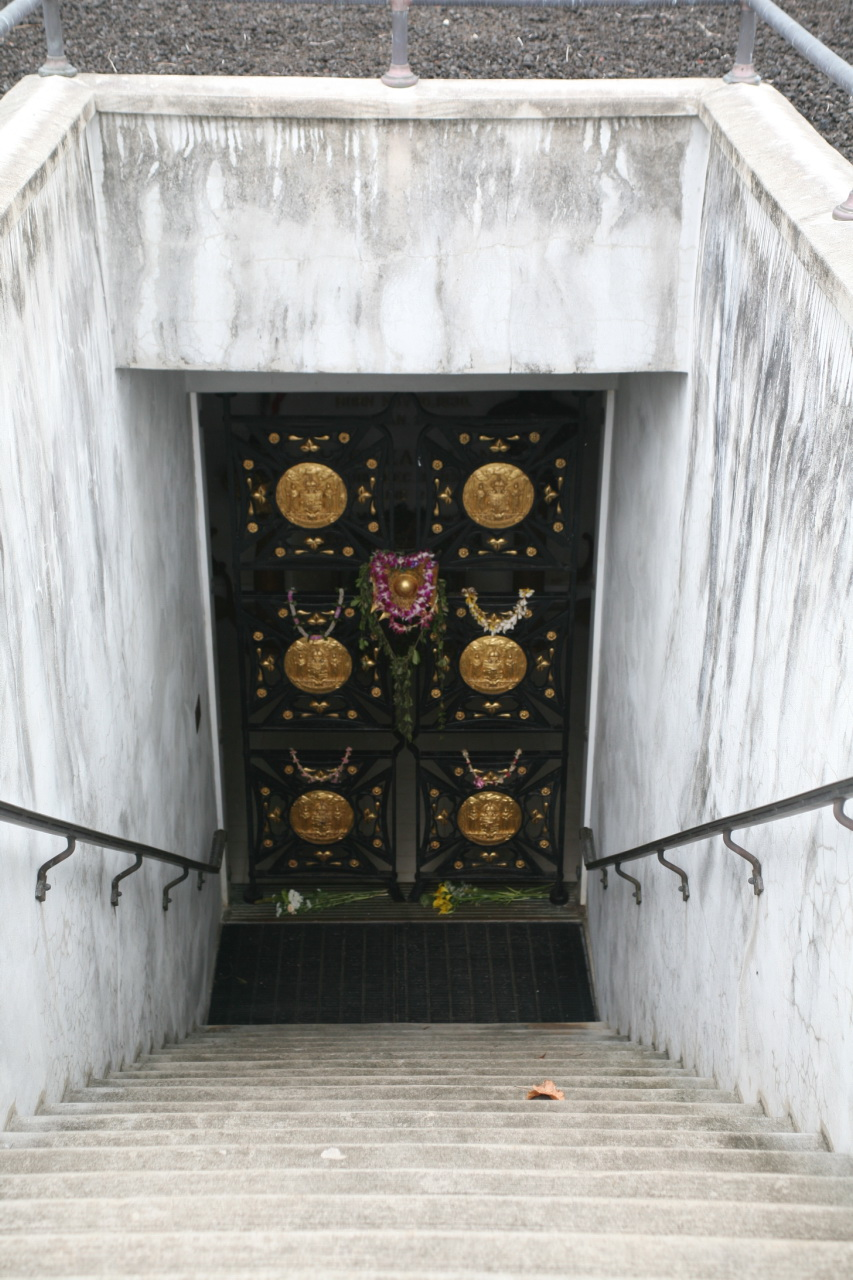
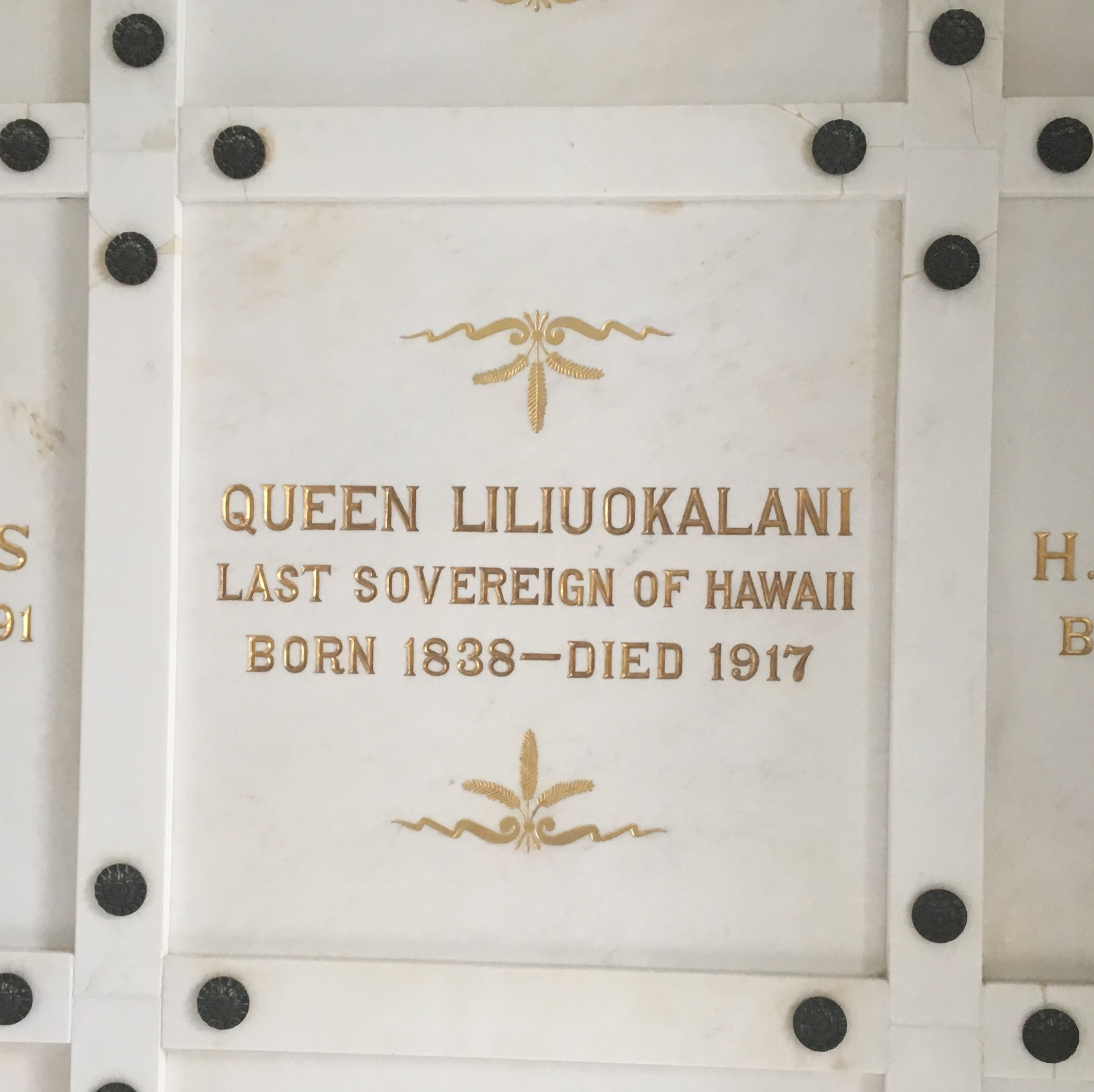

## Citações
1. ↑  Hodges 1918, pp. 35–37; Allen 1982, p. 396
2. ↑  Iaukea 2012, p. 151
3. 1 2 3  «Death Comes to Hawaii's Queen in Calm of Sabbath Morning». Honolulu Star-Bulletin. Honolulu. 12 de novembro de 1917. p. 2. Consultado em 4 de fevereiro de 2017
4. 1 2  Thrum 1918
5. ↑  «The Return of the Weoweo». The Garden Island. Lihue. 4 de setembro de 1917. p. 1. Consultado em 4 de fevereiro de 2017; «The Red Fish Invasion». The Maui News. Wailuku. 16 de novembro de 1917. p. 4. Consultado em 4 de fevereiro de 2017; «Hawaiian Fears No Harm From Riding On Catafalque When Empty». Honolulu Star-Bulletin. Honolulu. 19 de novembro de 1917. p. 9. Consultado em 4 de fevereiro de 2017; Bland, Oscar E. (1919).  Ford, Alexander Hume, ed. «Beautiful Hawaii». T. H., A. H. Ford; Pan-Pacific Union, Pan-Pacific Research Institution. The Mid-Pacific Magazine. XVIII (2): 149–152
6. ↑  «Honors of Royalty Return to Liliuokalani after Death». The Hawaiian Gazette. X (93). Honolulu. 20 de novembro de 1917. p. 2. Consultado em 4 de fevereiro de 2017
7. ↑  «Funeral is Held in the Throne Room». The Hawaiian Gazette. X (93). Honolulu. 20 de novembro de 1917. p. 3. Consultado em 4 de fevereiro de 2017
8. ↑  Askman 2015, pp. 91–93; Allen 1982, pp. 396–400; Thrum 1918; Parker 2008, p. 36; «Funeral is Held in the Throne Room». The Hawaiian Gazette. X (93). Honolulu. 20 de novembro de 1917. p. 3. Consultado em 4 de fevereiro de 2017; «Martial Pomp and Hawaiian Picturequeness in Funeral Cortege». Honolulu Star-Bulletin. Honolulu. 19 de novembro de 1917. p. 5. Consultado em 4 de fevereiro de 2017; «"Aloha ʻOe" of Queen's Own Song Goes With Her Into Resting-Place». Honolulu Star-Bulletin. Honolulu. 19 de novembro de 1917. p. 9. Consultado em 4 de fevereiro de 2017
9. ↑  Allen 1982, p. 399; Gessler, Clifford F. (Outubro de 1921). «Honolulu Letter». The Step Ladder. III (5). Chicago. pp. 76–77. Consultado em 26 de setembro de 2016; «Ainahau Burns». The Maui News. 21 (1116). Wailuku. 5 de agosto de 1921. p. 8. Consultado em 4 de fevereiro de 2017
10. ↑  «Body of Queen Is Sealed Away In Royal Crypt». Honolulu Star-Bulletin. Honolulu. 19 de novembro de 1917. p. 9. Consultado em 4 de fevereiro de 2017; «Body Of Queen Is Sealed In Niche». The Hawaiian Gazette. Honolulu. 20 de novembro de 1917. p. 7. Consultado em 4 de fevereiro de 2017
11. 1 2  Kam 2017, pp. 165–166.
12. 1 2 3 4 5 6 7 8 9 10 11 12 13 14  «Hawaii's Societies Pay Last Meed of Homage to Hawaii's Last Queen». Honolulu Star-Bulletin. Honolulu. 19 de novembro de 1917. Consultado em 4 de fevereiro de 2017
13. 1 2  «Silent Crowds With Bared Heads Mourn Passing of Queen Liliuokalani». Honolulu Star-Bulletin. Honolulu. 19 de novembro de 1917. p. 6. Consultado em 4 de fevereiro de 2017
14. ↑  «Martial Pomp and Hawaiian Picturequeness in Funeral Cortege». Honolulu Star-Bulletin. Honolulu. 19 de novembro de 1917. p. 5. Consultado em 4 de fevereiro de 2017
15. 1 2 3  «Honorary And Active Pall-Bearers; Many Near Great Casket». Honolulu Star-Bulletin. Honolulu. 19 de novembro de 1917. p. 7. Consultado em 4 de fevereiro de 2017
16. «Names of the stevedores who participate in Queen Liliuokalani's funeral, 1917.». nupepa. 9 de julho de 2015. Consultado em 4 de fevereiro de 2017
17. ↑  «Names of the stevedores who participate in Queen Liliuokalani's funeral, 1917.». nupepa. 9 de julho de 2015. Consultado em 4 de fevereiro de 2017